# T.J. Oshie
T.J. Oshie, właśc. Timothy Leif Oshie (ur. 23 grudnia 1986 w Mount Vernon, Waszyngton) – amerykański hokeista, reprezentant USA, olimpijczyk.

## Pochodzenie i rodzina
Jest członkiem plemienia indiańskiego Odżibwejowie, jego rodzime imię brzmi „Keeway Gaaboo” i oznacza „Powracający do domu”. Syn Tima i Tiny, ma brata Taylora i siostrę Tawni. Jego krewni Gary Sargent (ur. 1954) i Henry Boucha (ur. 1951) także zostali hokeistami.

## Kariera klubowa
- Warroad High (2003-2005)
- Sioux Falls Stampede (2005)
- University of North Dakota (2005-2008)
- St. Louis Blues (2008-2015)
- Washington Capitals (2015-2024)

Występował w ligach amerykańskich USHS i USHL. W drafcie NHL z 2005 został wybrany przez St. Louis Blues i od tego roku przez trzy sezony grał w drużynie uczelni University of North Dakota w akademickiej lidze NCAA. Od 2008 gra w lidze NHL w barwach St. Louis Blues. W lipcu 2012 przedłużył kontrakt z klubem o pięć lat. Od lipca 2015 zawodnik Washington Capitals. W sezonie NHL (2023/2024) już nie występował, a w czerwcu 2025 ogłosił zakończenie kariery.

## Kariera reprezentacyjna
Został reprezentantem USA. Występował w kadrze juniorskiej kraju na turnieju mistrzostw świata do lat 20 w 2006. W kadrze seniorskiej uczestniczył w turniejach mistrzostw świata 2009, 2010, 2013, zimowych igrzysk olimpijskich 2014, Pucharu Świata 2016. Podczas spotkania fazy grupowej A ZIO w Soczi 15 lutego 2014 USA-Rosja (3:2) w zarządzonej serii pomeczowych rzutów karnych łącznie wykonano 16 najazdów (8 serii), a w ich trakcie T.J. Oshie wykonał 6 prób (cztery skuteczne, w tym gol zwycięski).

## Sukcesy

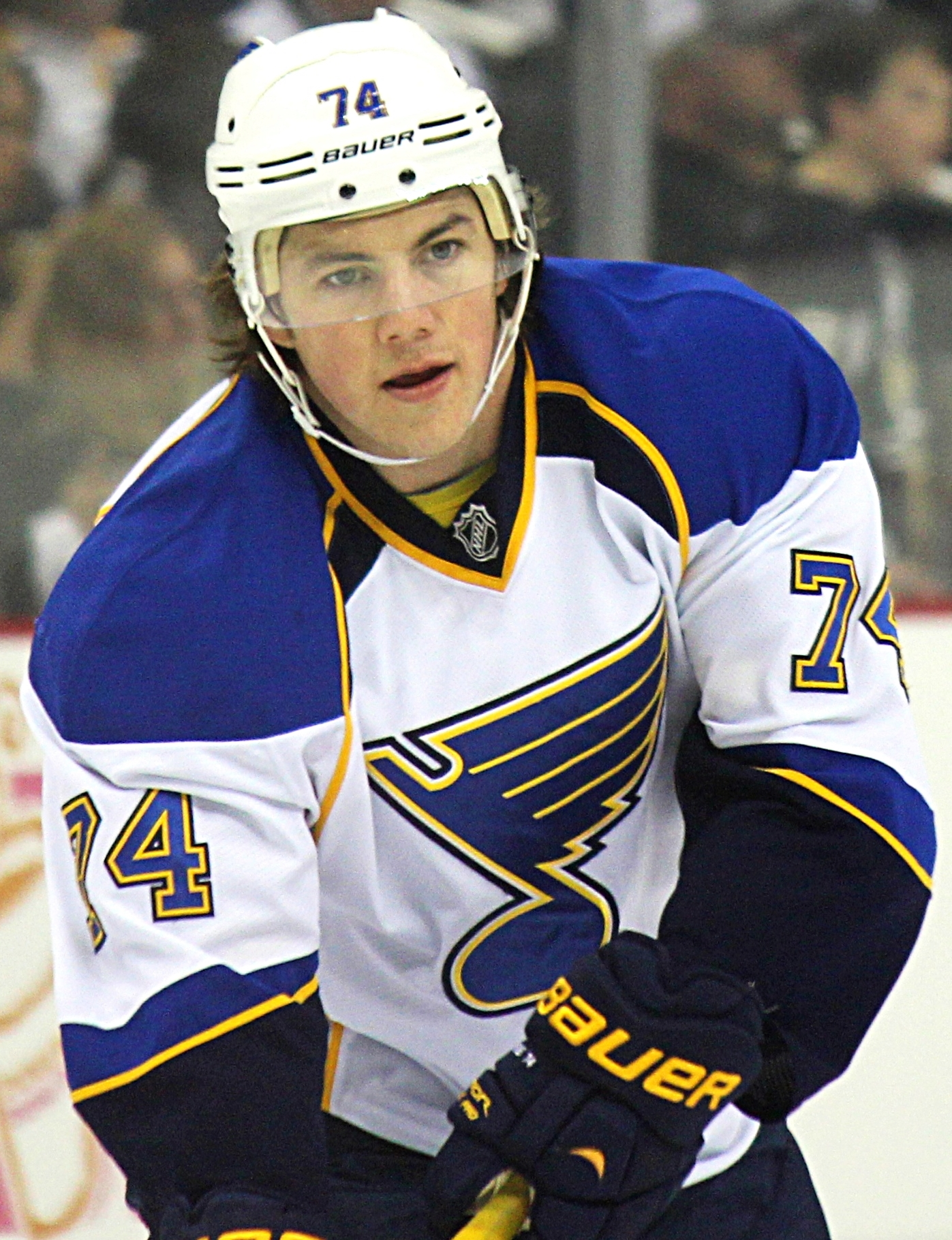
T.J. Oshie w barwach St. Louis Blues (2014)

Reprezentacyjne
- Brązowy medal mistrzostw świata: 2013

Klubowe
- Broadmoor Trophy – mistrzostwo NCAA (WCHA): 2006 z University of North Dakota
- Mistrzostwo dywizji NHL: 2012 z St. Louis Blues

Indywidualne
- NCAA (WCHA) 2005/2006:
  - Skład gwiazd pierwszoroczniaków
- NCAA (WCHA) 2007/2008:
  - Pierwszy skład gwiazd WCHA
  - Drugi skład gwiazd Amerykanów (Zachód)
- NHL (2008/2009):
  - Najlepszy pierwszoroczniak miesiąca – marzec 2009
- Mistrzostwa Świata w Hokeju na Lodzie 2010/Elita:
  - Trzecie miejsce w klasyfikacji kanadyjskiej w reprezentacji USA: 6 punktów[10]